# Александар Хаџи-Ђорђевић
Александар Хаџи-Ђорђевић један је од врсних уметника класичне гитаре у Србији. Његова уметничка делатност одвија се паралелно и подједнако успешно на два колосека - као професора гитаре, педагога и као концертног гитаристе.

## Биографија
Александар Хаџи-Ђорђевић је рођен 1963. у Београду где завршава средњу школу у класи професорке Наде Кондић. Већ као ђак се истиче и са 16 година наступа у Загребу на Ревији младих талената Југославије. Осваја прве награде и назив лауреата на Републичким и Савезним такмичењима у Љубљани и Сарајеву. На студије гитаре одлази у Праг где на Академији за музику са највишом оценом дипломира 1987. и стиче титулу Магистра музике, у класи професора Шћепана Рака и Мартина Мисливечека. Као студент прве године 1984, осваја прву награду на међународном такмичењу у Кутној Хори у Чехословачкој. После студија се враћа у Београд где започиње његова плодна и богата педагошка и извођачка каријера.
Педагогија је тежиште његовог рада. Низ година је радио као професор гитаре у школи Јосип Славенски, а последњих година је запослен у Средњој музичкој школи Ватрослав Лисински.
Током 1990. године је радио као професор на Факултету музичке уметности. Од 1994. до 1996. године је радио на Европском конзерваторијуму за музику у Пафосу на Кипру.
Многи његови ученици годинама освајају највише награде на такмичењима гитаре у земљи и иностранству и активни су као извођачи. Од отварања одсека гитаре на Факултету музичке уметности око двадесет његових ученика је уписало студије и дипломирало, а многи од њих су данас истакнути концертни гитаристи и професори.
Редован је члан жирија на Републичком такмичењу гитаре и камерне музике. Учествовао је као члан жирија и предавач на свих десет Гитар-арт фестивала. Држао је семинар за музичке педагоге у Херцег-Новом. Такође је био у жирију на такмичењима и фестивалима и подучавао гитаристе на семинарима у Београду и у многим градовима Србије (Лесковац, Смедерево, Аранђеловац, Уб, Доњи Милановац, Суботица, Вршац, Нови Сад...), Босне (Требиње, Сарајево, Билећа, Бања Лука), Црне Горе (Бар, Никшић, Подгорица) и Словеније (Мурска Собота).
За своју педагошку делатност у образовању младих талената 2006. године је добио награду Заједнице музичких и балетских школа Србије, као и награду Скупштине града Београда.
Један је од оснивача Југословенске асоцијације класичне гитаре и Гитар-арт фестивала. Такође је учествовао у оснивању Асоцијације гитаре Балкана и у раду Конгреса Асоцијације у Бугарској.
Александар Хаџи-Ђорђевић је изградио запажену каријеру као концертни гитариста. Разноврсност његове тонске палете, дубоки доживљај и разумевање музике широког стилског распона од ренесансе, преко барока и класике, до романтизма, шпанске музике и музике двадесетог века, дају његовој интерпретацији један посебан квалитет. Његови концерти увек изазивају велико интересовање колега и љубитеља гитаре. Значајне наступе остварио је као солиста и у дуу са Срђаном Стошићем.